# L'Ivrogne dans la brousse
L'Ivrogne dans la brousse est le premier roman de l'écrivain nigérian Amos Tutuola. Paru en 1952 à Londres sous son titre original anglais, The Palm-Wine Drinkard, il est considéré comme l'un des plus importants ouvrages de la littérature africaine contemporaine. L'intrigue s'inspire lointainement des contes yorubas.

## Résumé
L'histoire est relatée dans une atmosphère de conte. Un homme suit un ivrogne ivre de vin de palme, qui l'emmène jusqu'à la Ville des morts. Il y découvre un monde magique peuplé de fantômes, de démons et d'êtres surnaturels.